# Tepeyollotl

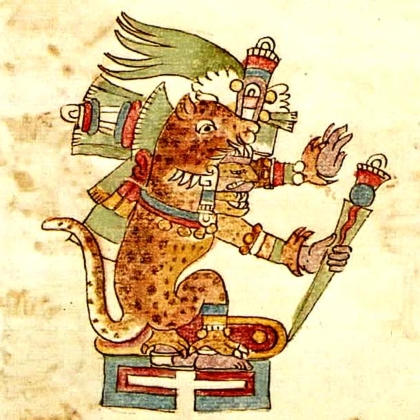
Tepeyollotl

V aztécké mytologii je Tepeyollotl ([tepejollotl], „srdce hor“, též Tepeyollotli) bohem země, jeskyní a tmy, mezi jehož nejčastější projevy patří zemětřesení a ozvěna. Jeho zvířetem je jaguár, bývá proto zpodobňován jako jaguár skákající ke slunci. Patří mu osmá hodina noční.